# Алжир на Светском првенству у атлетици на отвореном 2022.
Алжир је учествовао на 18. Светском првенству у атлетици на отвореном 2022. одржаном у Јуџину  од 15. до 25. јула осамнаести пут, односно учествовао је на свим првенствима до данас. Репрезентацију Алжира представљало је 7 атлетичара (7 мушкараца) који су се такмичили у 4 дисциплине (4 мушке).,
На овом првенству Алжир је по броју освојених медаља делио 33. место са 1 освојеном медаљом (1 сребрна). У табели успешности према броју и пласману такмичара који су учествовали у финалним такмичењима (првих 8 такмичара) Алжир је са 2 учесника у финалу делио 34. место са 11 бодова.
| Плас. | Земља | 1. место | 2. место | 3. место | 4. место | 5. место | 6. место | 7. место | 8. место | Бр. финал. | Бод. |
| ----- | ----- | -------- | -------- | -------- | -------- | -------- | -------- | -------- | -------- | ---------- | ---- |
| =34.  | Алжир | 0        | 1        | 0        | 0        | 1        | 0        | 0        | 0        | 2          | 11   |

## Учесници
Мушкарци:
- Ђамел Седјати — 800 м
- Слимане Мула — 800 м
- Yassine Hathat — 800 м
- Амине Боуанани — 110 м препоне
- Абделмалик Лаулу — 400 м препоне
- Хишам Бушиша — 3.000 м препреке
- Билал Табти — 3.000 м препреке

## Освајачи медаља (1)

### Сребро (1)
- Ђамел Седјати — 800 м

## Резултати

### Мушкарци
| Атлетичар        | Дисциплина       | Лични рекорд | Квалификације | Квалификације | Полуфинале           | Полуфинале           | Финале                | Финале       | Детаљи |
| Атлетичар        | Дисциплина       | Лични рекорд | Резултат      | Место         | Резултат             | Место                | Резултат              | Место        | Детаљи |
| ---------------- | ---------------- | ------------ | ------------- | ------------- | -------------------- | -------------------- | --------------------- | ------------ | ------ |
| Ђамел Седјати    | 800 м            | 1:43,69      | 1:46,39 КВ    | 1. у гр. 4    | 1:45,44 КВ           | 1. у гр. 2           | 1:44,14               |              |        |
| Слимане Мула     | 800 м            | 1:44,19      | 1:44,90       | 1. у гр. 6    | 1:44,89 КВ           | 1. у гр. 3           | 1:44,85               | 5 / 42 (45)  |        |
| Yassine Hathat   | 800 м            | 1:44,06      | 1:46,05       | 7. у гр. 5    | Није се квалификовао | Није се квалификовао | Није се квалификовао  | 16 / 42 (45) |        |
| Амине Боуанани   | 110 м препоне    | 13,38 НР     | 13,44 КВ      | 2. у гр. 3    | 13,37 НР, ЛР         | 3. у гр. 1           | Нису се квалификовали | 12 / 35 (37) |        |
| Абделмалик Лаулу | 400 м препоне    | 48,39 НР     | 49,58 КВ      | 2. у гр. 1    | 48,90                | 5. у гр. 2           | Нису се квалификовали | 10 / 35 (37) |        |
| Хишам Бушиша     | 3.000 м препреке | 8:15,88      | 8:27,39       | 9. у гр. 2    |                      |                      | Нису се квалификовали | 25 / 40 (41) |        |
| Билал Табти      | 3.000 м препреке | 8:20,20      | 8:38,45       | 11. у гр. 1   | 34 / 40 (41)         |                      | Нису се квалификовали |              |        |